# Tempête tropicale Barry (2007)
Pour les articles homonymes, voir Cyclone tropical Barry.
La tempête tropicale Barry est le 2e phénomène cyclonique de la saison cyclonique 2007 pour le bassin de l'océan Atlantique. Il a été nommé le jour même du début officiel de la saison cyclonique, soit le 1er juin. C'est la 5e utilisation du nom Barry pour un cyclone tropical de l'Atlantique Nord.

## Chronologie
Une large zone dépressionnaire s'est formée au large du Honduras, le 30 mai, se dirigeant vers le Nord du bassin Caraïbe. En traversant le golfe du Mexique au nord-est de Cuba, le phénomène est classé tempête tropicale malgré les vents cisaillants, le 1er juin, jour même du début officiel de la saison cyclonique.
En atteignant les côtes de Floride, près de Tampa, le système d'affaiblit et continue sa trajectoire tout au long de la côte Est des États-Unis jusqu'en Nouvelle-Angleterre, provoquant de fortes pluies.

## Bilan
De fortes pluies ont été apportées par la tempête tropicale Barry, atteignant jusqu'à 180 mm à West Palm Beach (Floride). Les précipitations du phénomène cyclonique ont atteint tous les États de la côte Est, Floride, Géorgie, Caroline du Sud et du Nord, Virginie, Maryland, Delaware, New Jersey, New York, Massachusetts, New Hampshire et Maine.
| A |  | B |  | C |  | D |  | E |  | F |  | G |  | H |  | I |  | 10 |  | J |  | K |  | L |  | M |  | 15 |  | N |  | O |

| D | T | 1 | 2 | 3 | 4 | 5 |